# Пет Креранд
Пет Креранд (англ. Pat Crerand, нар. 19 лютого 1939, Глазго) — шотландський футболіст, що грав на позиції півзахисника, насамперед за «Манчестер Юнайтед» та національну збірну Шотландії. По завершенні ігрової кар'єри — тренер.

## Клубна кар'єра
Народився 19 лютого 1939 року в Глазго. Вихованець футбольної школи клубу «Дантохер Гіберніан».
У дорослому футболі дебютував 1958 року виступами за місцевий «Селтік», в якому провів п'ять сезонів, взявши участь у 91 матчі шотландської першості.
Своєю грою за цю команду привернув увагу представників тренерського штабу «Манчестер Юнайтед», до складу якого приєднався 1963 року. Відіграв за команду з Манчестера наступні вісім сезонів своєї ігрової кар'єри. Більшість часу, проведеного у складі «Манчестер Юнайтед», був основним гравцем команди. У його складі ставав дворазовим чемпіоном Англії, дворазовим володарем Суперкубка Англії, а в розіграші 1967/68 допоміг манкуніанцям здобути Кубок чемпіонів УЄФА. 
Завершував ігрову кар'єру виступами у ПАР за «Вітс Юніверсіті» у 1971 році.

## Виступи за збірну
1961 року дебютував в офіційних матчах у складі національної збірної Шотландії.
Загалом протягом кар'єри в національній команді, яка тривала 5 років, провів у її формі 16 матчів.

## Кар'єра тренера
Невдовзі по завершенні ігрової кар'єри 1973 року повернувся до «Манчестер Юнайтед», увійшовши до його тренерського штабу.
Досвід самостійної тренерської роботи обмежився 1976–1977 роками, коли Креранд очолював тренерський штаб «Нортгемптон Тауна».

## Титули і досягнення
- Чемпіон Англії (2):

«Манчестер Юнайтед»: 1964-65, 1966-67
- Володар Кубка Англії з футболу (1):

«Манчестер Юнайтед»: 1962-63
- Володар Суперкубка Англії з футболу (2):

«Манчестер Юнайтед»: 1965, 1967
- Володар Кубка чемпіонів УЄФА (1):

«Манчестер Юнайтед»: 1967-68